# 잉크 카트리지

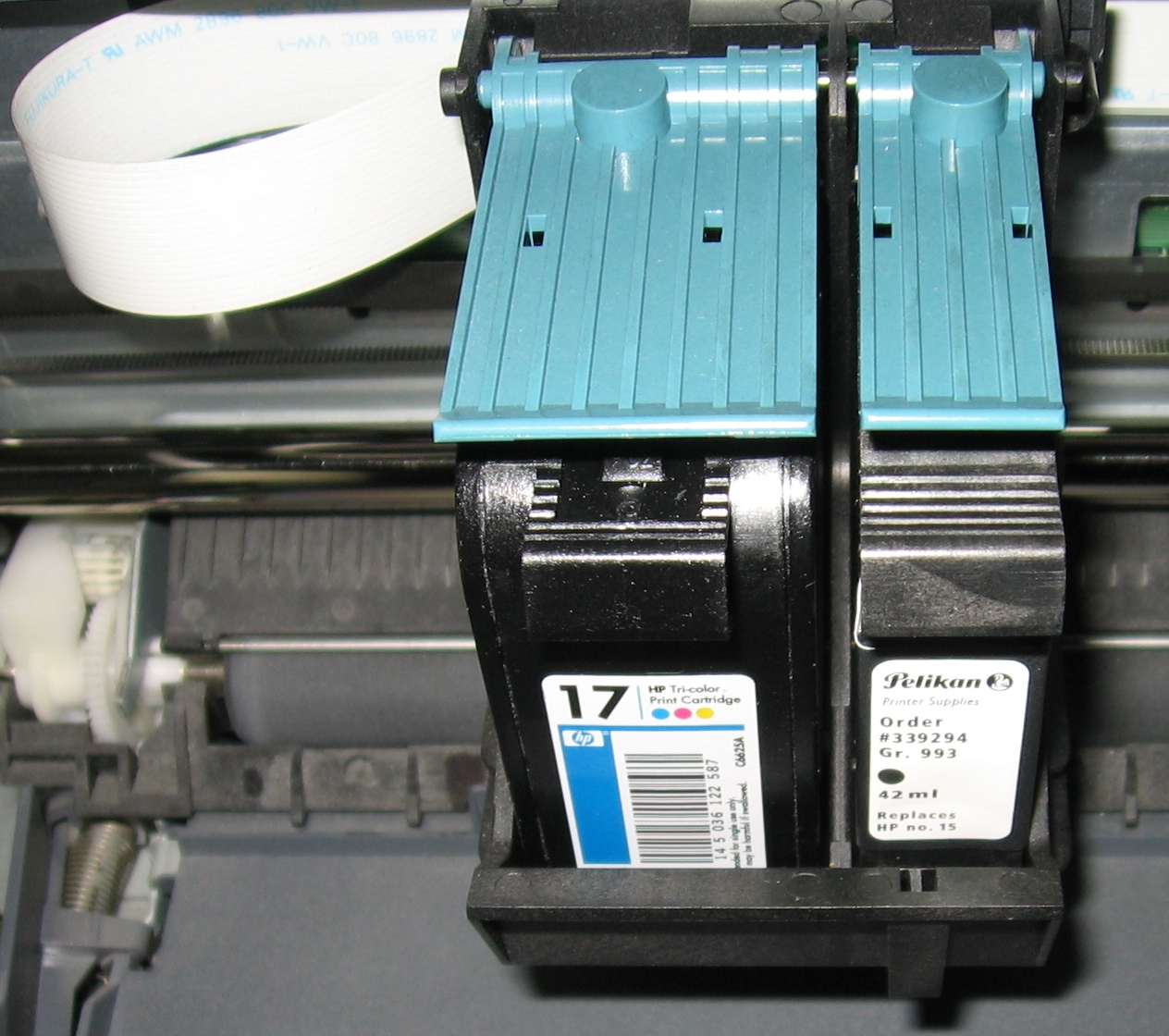
두 개의 카트리지(오른쪽은 검정 잉크, 왼쪽은 색 잉크)가 잉크젯 프린터에 설치되어 있다.

잉크 카트리지(ink cartridge)는 잉크젯 프린터의 대체 가능 부품으로 인쇄하는 동안 종이에 퍼뜨리는 잉크를 담고 있다. 잉크젯 카트리지(inkjet cartidge)라고도 부른다.
각 잉크 카트리지는 하나 이상의 칸막이로 된 잉크 저장소가 있다. 어떠한 제조업체는 프린터와 통신하는 전자 접촉부와 칩을 추가하기도 한다.

## 가격
잉크 카트리지는 소비자가 생각하는 것 보다 일반적으로 비싸며 프린터 가격에 상당 부분을 차지하는 것도 있다. 돈을 아끼기 위하여 많은 사람들은 프린터 제조업체가 아닌 다른 제조업체의 호환 잉크 카트리지를 이용한다.
어떠한 프린터 제조업체들은 카트리지를 프린터와 상호 작용하도록 설정하여, 잉크 수준이 낮을 때나 카트리지가 다시 찼을 때 프린터 작동을 중단하게 한다. 《위치》 지의 한 연구자는 이러한 잠금 시스템을 해제하였더니 칩이 카트리지가 비어있다고 뜬 뒤에도 최대 38%나 더 많은 페이지를 좋은 품질로 인쇄할 수 있다는 것을 알아냈다. 2003년에 영국에서 잉크 비용은 공정 거래청의 조사 대상이 되어왔는데, 《위치》 지는 잉크 가격의 투명성이 낮다는 것에 제조업체들을 비난하였으며 잉크 카트리지 성능을 측정하는 데 대한 산업 표준이 절실하다고 언급하였다.
소비자들은 특히 프린터 신제품을 구매하는 비용과 비교할 때 프린터 카트리지를 대체하는 비용에 놀라기도 한다. 초기에 공급된 잉크를 다 써버릴 때마다 새로운 프린터를 사는 것이 더 쌀 수도 있다.
프린터 제조사 외의 업체에서 정품 잉크나 프린터를 일부 개조하여 저렴한 가격에 판매하는 경우도 있다. 그러나 프린터 제조사에서 정식 발매한 정품 잉크 카트리지가 아닌 제품을 사용할 경우 인쇄 품질이 떨어지거나 기기에 문제가 발생할 수 있으며, 이로 인해 발생한 문제에 대해서는 제조사로부터 무상수리 등의 서비스를 받을 수 없는 것이 일반적이다.

## 같이 보기
- 롬 카트리지
- 잉크젯 프린터